# Алоїз Альцгеймер
Алоїз Альцгеймер також Альцгаймер (нім. Alois Alzheimer; 14 червня 1864 — 19 грудня 1915) — німецький психіатр і невролог, який вперше описав поєднання симптомокомплексів, яке німецький психіатр Еміль Крепелін згодом назвав ім'ям науковця: хворобою Альцгеймера.
Алоїс Альцгеймер, професор неврології і психіатрії, народився в 1864 р. в Німеччині. Медичну освіту здобув у Вурцбурзі, жив і працював у Франкфурті. Альцгеймер вніс значний внесок до вивчення патології нервової системи. Але увічнило його ім'я вивчення сенільної деменції, відомої як «хвороба Альцгеймера». Ґрунтуючись на результатах власних фундаментальних досліджень, він описав принципові відмінності між недоумством судинного і нейродегенеративного генеза, що не втратили актуальності й понині. У 31-річному віці Альцгеймер став керівником дослідницького інституту, в якому пропрацював все своє життя. У 1904–1915 рр. опублікував шеститомну працю «Гістологічні та гістопатологічні дослідження сірої речовини головного мозку». Помер у 51-річному віці.